# Pharaoh (rappeur)
Pour les articles homonymes, voir Pharaoh.
Pharaoh, de son vrai nom Gleb Gennadievich Golubin (russe : Глеб Генна́дьевич Голýбин, né le 30 janvier 1996 à Moscou), est un rappeur russe. Il est ancien membre de Grindhouse et de YungRussia, et est actuel leader de Dead Dynasty,,,.
Le collectif Dead Dynasty, duquel Pharaoh fait partie, est ancien membre du mouvement YungRussia, créé par le musicien Boulevard Depo, basé à Oufa.

## Biographie
Fils du directeur sportif Gennady Golubin, Gleb Gennadievich Golubin est né le 30 janvier 1996 à Moscou. De ses 6 à 13 ans, il est engagé professionnellement dans le football, jouant pour les clubs Lokomotiv, CSKA et Dynamo. Entre 2002 et 2013, il étudie au гимназии no 1409. Il entre ensuite à la faculté de journalisme de l'université d'État de Moscou, de laquelle il sort diplômé en 2017. Ses goûts musicaux sont marqués par Rammstein, Snoop Dogg et, dans une moindre mesure, de T.I.. Dans certaines interviews, il cite Kurt Cobain, Marilyn Manson et Kid Cudi comme ses musiciens préférés. Gleb réalise ses premiers enregistrements dans le studio de ses amis.
Pendant un certain temps, Pharaoh est membre du collectif musical Grindhouse. Le premier enregistrement de Gleb est la chanson Cadillac, enregistrée dans le studio de ses amis fin 2013. La première notoriété du musicien est venue après la sortie du clip de la chanson Ничего не изменилось en février 2014, suivie de la mixtape Уаджет au printemps. En août de la même année, Gleb publie également une deuxième mixtape intitulée Phlora.
Au cours de l'été 2015, la mixtape Dolor (боль) sort. Les critiques expliquent que Pharaoh et des musiciens similaires sont un mélange de Justin Bieber et de Kurt Cobain. À l'automne de la même année, Pharaoh et i61, membre du collectif Dopeclvb d'Ufa, sortent une mixtape commune intitulée Rage Mode (Rare Action). Les rédacteurs du portail rap.ru incluent Dolor dans leur liste des vingt meilleurs albums de 2015.

## Discographie

### Albums studio
- 2020 : Правило
- 2021 : Million Dollar Depression
- 2022 : Philarmonia

### Mixtapes
- 2014 : Уаджет
- 2014 : Phlora
- 2015 : Dolor
- 2016 : Плакшери (avec Boulevard Depo)
- 2016 : Phosphor
- 2017 : Pink Phloyd
- 2018 : Phuneral

### Mini-albums
- 2015 : Paywall (avec Boulevard Depo)
- 2015 : Rage Mode (Rare Action) (avec i61)
- 2016 : Кондитерская (avec ЛСП)
- 2018 : Redrum (Dullboy EP)

### Singles
- 2015 : 404
- 2015 : Black Siemens
- 2016 : X-Ray
- 2016 : Champagne Squirt (feat. Boulevard Depo)
- 2016 : Homeless God (feat. Jeembo)
- 2016 : Козловский (feat. I61, Techno & Acid Drop King) (Remix)
- 2017 : Герой (feat. Mnogoznaal et Noggano)
- 2017 : Unplugged (Interlude) (feat. White Punk & Noa)
- 2017 : Дико, например
- 2017 : Pronto (avec TECHNO)
- 2017 : Unplugged 2: Love Kills (feat. White Punk)
- 2017 : Мой ангел убил себя, я не успел с ним попрощаться
- 2017 : Chainsaw (avec Jeembo)
- 2017 : Caramel
- 2017 : Глушитель (feat. ЛИЛ МОРТИ)
- 2017 : УБИЙЦА
- 2018 : УЗЫ МОБА
- 2018 : На луне
- 2018 : Smart
- 2018 : Не по пути
- 2019 : Амнезия (avec ЛСП)
- 2020 : Boom Boom (avec Loboda)
- 2021 : Эми
- 2021 : Перед смертью все равны
- 2021 : Всему cвое время
- 2021 : Акид (avec Mnogoznaal)
- 2022 : Халливуд Хоус
- 2022 : Соната ей / Я потратил ночь на поиск
- 2024 : Цвет Золота for Прелесть (series)
- 2024 : OMEGA (with Destroy Lonely)

#### Comme invité
- 2014 : Мне плевать (avec Superior.cat.proteus)
- 2015 : Omega (avec Superior.cat.proteus) [Remix]
- 2017 : BAPE (avec Lil Morty)
- 2021 : Блэссд (avec 39)
- 2022 : На сегодня (avec Dima Roux)
- 2023 : Лекарство (avec Loc-Dog)
- 2023 : Топь (avec Loc-Dog)